# 30004 Mikewilliams
A 30004 Mikewilliams (korábbi nevén 2000 BP33) a Naprendszer kisbolygóövében található aszteroida. A Catalina Sky Survey program keretein belül fedezték fel 2000. január 30-án.
A bolygót Mike Williamsről (1952–), a University of Arizona's Lunar and Planetary Laboratory vezető mérnökéről nevezték el.

## Kapcsolódó szócikk
- Kisbolygók listája (30001–30500)